# Station Zdrojowisko
Station Zdrojowisko is een spoorwegstation in de Poolse plaats Zdrojowisko.